# Anja Cetti Andersen
Anja Cetti Andersen (Hørsholm, 25 settembre 1965) è un'astronoma, astrofisica, scrittrice e docente danese, ricercatrice presso il "Dark Cosmology Center" di Copenaghen e insegnante al Niels Bohr Institute. I suoi studi sono concentrati sulla polvere cosmica e sul suo ruolo "nella formazione di molecole complesse, stelle e pianeti". Molti dei suoi lavori di ricerca riguardano la fisica, la chimica, la geologia e la biologia.

## Biografia
L'interesse di Anja per l'astronomia è iniziato quando era in seconda media e l'astronomo Uffe Gråe Jørgensen  ha visitato la sua scuola. Attualmente lavora insieme a lui a Copenaghen. Anja ha studiato all'Università di Copenaghen e ha conseguito una laurea nel 1991, un master in astronomia nel 1995 e un dottorato in filosofia nel 1999. La sua tesi era intitolata "Polvere cosmica e stelle di ultimo tipo".
La sua ricerca post-dottorato è stata finanziata dalla Fondazione Carlsberg, prima presso il Dipartimento di Fisica e Astronomia dell'Università di Uppsala e poi all'osservatorio astronomico dell'Università di Copenhagen. È stata quindi finanziata dal suo istituto di origine e ha conseguito un diploma in insegnamento dell'istruzione superiore e pratica dell'insegnamento presso la Facoltà di scienze.

## Carriera
Il suo lavoro si concentra sulla polvere spaziale e la formazione di molecole complesse, stelle e pianeti. Professore associato presso il Niels Bohr Institute, fa parte del team di gestione dove lavora con la ricerca presso il Dark Cosmology Center di Copenhagen. Nell'autunno 2017 è stata nominata professore di 'Public Understanding of Science and Technology presso l'istituto.
Ha pubblicato diversi articoli accademici, ha scritto diversi libri per bambini ed è una ricercata conferenziera. Anja C Andersen ha compiuto grandi sforzi per elevare il profilo della scienza nella società, per il quale ha ricevuto numerosi riconoscimenti. La caratteristica della ricerca di Anja Andersen è quella di lavorare nella terra di confine tra fisica, chimica, geologia e biologia.
Le sue prime ricerche riguardavano i grani presolari dei meteoriti. Lavorando con Susanne Hofner, la loro ricerca nel 2003 ha mostrato che "la corretta descrizione microfisica della polvere è cruciale per prevedere i tassi di perdita di massa delle stelle AGB". Il suo lavoro con Hofner è continuato, portando a ulteriori sviluppi nella comprensione dell'azione del vento spinto dalla polvere, e ha collaborato con i ricercatori di Uppsala nello studiare "come cambiano le proprietà ottiche dei granelli di polvere" quando lasciano una stella e si spostano nelle regioni interstellari.
Mentre sta ricercando l'influenza della polvere cosmica sulla prima formazione dei pianeti, sta anche lavorando su modelli del motivo per cui la vita sulla Terra è costituita da amminoacidi contorti e zuccheri contorti. C'è un accenno non convenzionale in Andersen nel suo approccio interdisciplinare al suo lavoro. Afferma di sentirsi un "astronomo atipico, perché sono in laboratorio la maggior parte del tempo a studiare la composizione chimica dei meteoriti al fine di utilizzare tale conoscenza per i modelli teorici di come i sistemi solari possono essere formati".
È anche una scrittrice, che lavora con il collega Dane Peter Clausen per produrre studi sull'astronomia rivolti al grande pubblico.  Sebbene sia riconosciuta come una delle più importanti ricercatrici nei suoi campi, è anche una scienziata che crede che "sia importante raccontare al mondo e ai giovani in particolare nuove entusiasmanti ricerche". Ha scritto libri per bambini, spiegando l'astronomia a un pubblico giovane, così come "Stjernsov og Galakser" (Starduast e Galassie), e più recentemente "Livet er et Mirakel" (La vita è un miracolo), con la teologa Anna Mejlhede. Molti dei suoi premi sono stati per la sua capacità di insegnamento e per la "raggiungimento pubblico", il suo lavoro per elevare il profilo della scienza. È anche una sostenitrice del miglioramento del numero di donne attualmente in posizioni rispettate all'interno del mondo accademico della scienza, affermando alla Conferenza Djof sull'uguaglianza di genere nel 2007: "Preferirei avere un posto di primo piano, perché sono una donna, e mostrare quello che voglio può fare, che sedersi fuori dalla porta e non avere mai la possibilità. Per me non importa se usi una frusta o una carota, otteniamo solo un po' di azione".
Spiega il suo lavoro sull'energia oscura e la materia oscura, la polvere cosmica e molti altri argomenti di astronomia in un video didattico: "Intervista con Anja Cetti Andersen - Autrice, professoressa e ricercatrice - Università di Copenaghen".  Ha un pianeta minore che porta il suo nome, 8820 Anjandersen, designazione alternativa 1985 VG = 1961 CE1 = 1978 YO1 = 1992 SG24 = 1994 CS1

## Premi
- 2016 - Medaglia d'argento HC Ørsted per l'eccezionale diffusione della scienza esatta in ambienti ampi.[11]
- 2011 - Det Naturvidenskabelige Fakultets Formidlingspris (Premio Disseminazione) per contributi straordinari alle attività di sensibilizzazione del pubblico della Facoltà.[12]
- 2009 - Premio Svend Bergsøes Fonds Formidlingspris per l'eccezionale sensibilizzazione del pubblico.[13]
- 2009 - Premio Mathilde per i contributi all'uguaglianza tra donne e uomini nel mondo accademico. Il premio prende il nome da Mathilde Fibiger.[14]
- 2008 - Premio per la ricerca dell'Associazione danese di master e dottorati di ricerca "per la sua impareggiabile capacità di combinare la ricerca all'avanguardia riconosciuta a livello internazionale con la capacità di comunicare i suoi risultati di ricerca e creare un ampio interesse per l'astronomia".[15]
- 2007 - Eletta membro dell'Accademia danese delle scienze tecniche.[16]
- 2006 - Premio Rosenkjær della radio danese per l'eccezionale sensibilizzazione del pubblico.[17]
- 2006 - Kirstine Meyer Award per l'eccezionale ricerca.[18]
- 2006 - Premio come miglior giovane TOYP 2006 per i risultati accademici, da JCI - Federazione mondiale di giovani leader e imprenditori.[19]
- 2005 - Premio Descartes assegnato dall'Unione Europea per la comunicazione della scienza (vincitore) per l'eccezionale eccellenza nella comunicazione della scienza.[20]
- 2004 - Premio danese per l'eccezionale sensibilizzazione del pubblico (Danmarks Forskningskommunikationspris 2004) dal ministero danese della scienza, della tecnologia e dell'innovazione.[21]
- 2003 - The Educational Material Prize (Undervisningsministeriets Undervisningsmiddelspris 2003) assegnato dal Ministero dell'Istruzione danese, per il materiale didattico Videnskabet, che includeva il libro "Made of Stardust" (Skab af Stjernestøv).[22]
- 2000 - Allan Mackintosh Award per la sensibilizzazione del pubblico assegnato da Jette Mackintosh e dal Niels Bohr Institute.
- 1999 - Il programma Kosmos, di cui Andersen è stata presentatrice, ha vinto il Prix Magazine al 16º Festival internazionale della televisione scientifica a Parigi. Kosmos è stato il programma più popolare su DR2 nel 1998.[23]
- 1997 - Premio Scrittore dell'anno (Årets forfatter 1997) dalla Danish Astronomical Society (Dansk Astronomisk Selskab).[24]